# Campionato francese di rugby a 15 1968-1969
Il Campionato francese di rugby a 15 1968-1969 fu disputato da 64 squadre divise in 8 gironi di 8 squadre. Le prime 4 di ogni gruppo, per un totale di 32 si qualificarono per la fase ad eliminazione diretta.
iL  CA Bègles  ha conquistato il titolo battendo in finale lo Stade toulousain.
Il Bègles ha conquistato il suo primo Scudo di Brennus dopo la finale persa nel 1967

## Fase di qualificazione
(In grassetto le qualificate al turno successivo)
| - Stade aurillacois - Aviron bayonnais - US Cognac - Condom - Stade lavelanétien - FC Lourdes - Lyon OU - AS Montferrand | - SU Agen - SO Chambéry - Gimont - Section paloise - CA Périgueux - RC Toulon - Valence - CS Vienne                                          | - Castelsarrasin - Castres olympique - CA Lannemezan - Montchanin - RC Narbonne - US Oyonnax - US Romans - SC Tulle   |
| - SC Angoulême - Foix - La Voulte - Mimizan - FC Oloron - USA Perpignan - Stadoceste tarbais - Tyrosse RCS               | - US Dax - Stade dijonnais - Fumel - Racing club de France - US Montauban - Montluçon - FC Saint-Claude - RC Vichy                           | - Stade beaumontois - US bressane - US Carmaux - RC Chalon - RRC Nice - US Quillan - Stade montois - Stade toulousain |
| - SC Albi - FC Auch - CA Bègles - AS Béziers - CA Brive - Cahors - UA Gaillac - SA Saint-Sever                           | - Biarritz olympique - SC Graulhet - FC Grenoble - USA Limoges - SC Mazamet - Saint-Jean-de-Luz OR - Stade rochelais - Toulouse olympique EC | |

## Sedicesimi di finale
(In grassetto le qualificate al turno successivo)
| Squadra 1          | Squadra 2             | Risultati |
| ------------------ | --------------------- | --------- |
| RC Narbonne        | Castres olympique     | 20-6      |
| Biarritz olympique | FC Lourdes            | 11-9      |
| CA Bègles          | Stade beaumontois     | 27-6      |
| Cahors             | FC Saint-Claude       | 8-3       |
| US Dax             | Tyrosse RCS           | 9-6       |
| RC Toulon          | CA Périgueux          | 27-8      |
| Stadoceste tarbais | Aviron bayonnais      | 8-3       |
| Stade rochelais    | US Cognac             | 9-6       |
| CA Brive           | Toulouse olympique EC | 15-8      |
| AS Béziers         | Racing club de France | 6-3       |
| SC Graulhet        | US Montauban          | 11-3      |
| US Romans          | USA Perpignan         | 14-12     |
| SU Agen            | SO Chambéry           | 20-8      |
| Stade toulousain   | SC Tulle              | 11-9      |
| AS Montferrand     | Stade montois         | 16-13     |
| La Voulte          | US bressane           | 15-6      |

## Ottavi di finale
(In grassetto le qualificate ai quarti di finale)
| Squadra 1          | Squadra 2          | Risultati |
| ------------------ | ------------------ | --------- |
| RC Narbonne        | Biarritz olympique | 33-6      |
| CA Bègles          | Cahors             | 28-6      |
| US Dax             | RC Toulon          | 11-9      |
| Stadoceste tarbais | Stade rochelais    | 8-9       |
| CA Brive           | AS Béziers         | 9-6       |
| SC Graulhet        | US Romans          | 3-6       |
| SU Agen            | Stade toulousain   | 16-22     |
| AS Montferrand     | La Voulte          | 17-5      |

## Quarti di finale
(In grassetto le qualificate alle semifinali)
| Squadra 1        | Squadra 2       | Risultati |
| ---------------- | --------------- | --------- |
| RC Narbonne      | CA Bègles       | 6-15      |
| US Dax           | Stade rochelais | 12-3      |
| CA Brive         | US Romans       | 27-9      |
| Stade toulousain | AS Montferrand  | 9-3       |

## Semifinali
(In grassetto le qualificate al turno successivo)
| Squadra 1        | Squadra 2 | Risultati |
| ---------------- | --------- | --------- |
| CA Bègles        | US Dax    | 13-11     |
| Stade toulousain | CA Brive  | 8-5       |

## Finale
| Arbitro: | Roger Austry |

| |            | |
| mete: Trillo, trasf.: Crampagne c.p.: Crampagne Drop: Crampagne | Marcatori  | mete: Puig c.p.: Villepreux 2 |
| Jean-Pierre Pedemay, Christian Swierczinski, Claude Violin, Louis-Michel Traissac, Michel Chagnaud, Daniel Dubois, Michel Boucherie, Georges Lafourcade, François Morlaes, François Gesta-Lavit, Jean-Charles Lamouliatte, Christian Malterre, Jean Trillo, Jean-Pierre Ruaud, Jacques Crampagne | Formazioni | Noël Brousse, Roger Guiter, Michel Moussard, Serge Morel, Paul Garrigues, Claude Labatut, Christian Duvignacq, Michel Billière, Jean-Louis Bérot, Pierre Villepreux, Jean-Marie Bonal, Jacques Puig, Jean-Marie Barsalou, Roger Bourgarel, Jacques Larnaudie |